# Richie Porte
Richard Julian Porte (Launceston, 30 de enero de 1985), conocido como Richie Porte, es un ciclista de ruta australiano que fue profesional entre 2008 y 2022.

## Biografía

### 2007-2008: inicios
En sus inicios, con 18 años, se concentró en el triatlón y con 21 años en el ciclismo en ruta. Rápidamente destacó como amateur primero en 2007 ganando la prueba amateur del Tour de Bright donde además consiguió dos etapas; y ya en enero de 2008, en el equipo profesional australiano del Praties, acabó quinto en el Campeonato de Australia Contrarreloj y, a continuación, cuarto en el Campeonato de Australia en Ruta. Gracias a estos resultados fue seleccionado en el equipo nacional australiano para correr el Tour Down Under donde se escapó de la primera etapa acabando noveno en la general final. Después ganó una etapa en el Tour de Wellington.

### 2008-2009: profesional en Oceanía y amateur en Italia
Cuando acabó el calendario ciclista de Oceanía, con el permiso del Praties, corrió para un equipo amateur en Italia con el cual logró una victoria. Al final de temporada volvió a Oceanía, para correr con su equipo profesional las carreras de ese continente, acabando quinto en la prueba profesional Herald Sun Tour y ganando las pruebas amateur del Tour de Perth y Tour de Tasmania, en las cuales obtuvo dos etapas.
En 2009, terminó en el podio (tercero) en el Campeonato de Australia Contrarreloj y décimo del Tour de Langkawi. De nuevo marchó a Italia para correr con el equipo amateur Mapei Monsummanese Grassi, dirigido por Andrea Tafi, en el cual ganó una etapa del Giro del Friuli Venezia Giulia y terminó en el podio de la Copa della Pace ganada por Egor Silin. Ya desvinculado totalmente de su anterior equipo, participó en el Baby Giro, su principal objetivo de la temporada, con la esperanza de llamar la atención de un equipo profesional de categoría superior al Praties que le pudiese ofrecer un amplio calendario profesional. Ahí ganó una etapa contrarreloj y terminó 14.º en la general. A continuación venció en el Gran Premio Citta di Felino en agosto de 2009, hecho que le abrió las puertas del equipo Team Saxo Bank. El director de su nuevo equipo, Bjarne Riis, elogió su talento: "ha conseguido victorias en diferentes terrenos" y "tiene un carácter ganador."

### 2010: etapa en Romandía y líder del Giro
A pesar de su primer año en un equipo UCI ProTeam, de supuesta adaptación a la categoría, ya sorprendió en carreras del máximo nivel como en el Tour de Romandía donde ganó una etapa contrarreloj y estuvo a punto de entrar en el top-ten al acabar decimoprimero. Y además, poco después, al ser líder del Giro de Italia tras haberse disputado varias etapas montañosas, donde consiguió la clasificación de los jóvenes al acabar séptimo en la clasificación general.

### 2011-2012: último año en Saxo Bank y fichaje por Sky
El último año en Saxo Bank lo terminó como gregario de Alberto Contador participando en Giro y Tour siendo más competitivo en la Grande Boucle.
Durante la Vuelta a España, carrera en la que no participa, se confirmó su fichaje por el conjunto británico Sky Procycling no entrando así en el nuevo equipo de su país, el GreenEDGE.

### 2013: victorias importantes y labor como gregario
Ganaría la París-Niza y se llevaría dos etapas. Además conseguiría ganar etapas y hacer podios en el Critérium Internacional y en la Vuelta al País Vasco, hizo segundo y tercer puesto en la clasificación general final respectivamente.
Participó en el Tour de Francia como gregario de su jefe de filas, el británico Chris Froome. Ocupó la posición 19 en la clasificación general en el Tour de ese año.

### 2014: una temporada marcada por las enfermedades
Tras finalizar tercero por detrás de Simon Gerrans y Cadel Evans en el Campeonato de Australia de Ciclismo en Ruta, Porte corrió el Tour Down Under. Allí ganó la penúltima y quinta etapa, con final en Old Willunga Hill, además acabar cuarto en la clasificación general. Posteriormente logra un segundo puesto en la Vuelta a Andalucía, a 31 segundos del murciano Alejandro Valverde, pero su hasta ahora buena temporada se ve ensombrecida por un vigésimo segundo puesto en la general del Critérium del Dauphiné. Esto continúa con sus abandonos en la Tirreno–Adriático, tras contraer problemas estomacales; en el Tour de Romandía; en la Lieja–Bastoña–Lieja; en la Volta a Cataluña y su flojo liderazgo del Team Sky, debido al abandono de Chris Froome, en el Tour de Francia, finalizando 23.º al no recuperarse al cien por cien. Tampoco completó las Vattenfall Cyclassics ni el GP Ouest-France, y la temporada llegó a su fin antes de tiempo para él tras serle diagnosticada una neumonía.

### 2015: éxitos tempraneros y adiós al Sky
Con un inicio más que satisfactorio al vencer en el Campeonato de Australia Contrarreloj añadió a su palmarés, al igual que en la anterior campaña, la etapa reina del Tour Down Under, disputada entre McLaren Vale y Old Willunga Hill, y un segundo puesto en la general. En el circuito europeo obtuvo la etapa reina de la Vuelta al Algarve, con final en la subida a Malhão, el maillot de la montaña y un cuarto puesto en la clasificación general por detrás de su compañero Geraint Thomas, vencedor final. Su siguiente victoria sería en la París-Niza, donde él y Thomas firmarían un doblete en la cuarta etapa, con final en la Croix de Chaubouret.

### 2016: fichaje por el BMC y 5.º en el Tour
El australiano fichó por el BMC Racing Team para las temporadas 2016 y 2017, cambiando drásticamente su papel como gregario a jefe de filas en el Tour de Francia. Además de ello fue la primera vez que Porte contó un equipo a sus órdenes.
Comenzó el año de una manera estupenda con dos segundos puestos, en el Campeonato de Australia Contrarreloj y en el Tour Down Under, donde ganó la etapa reina entre McLaren Vale y Willunga Hill. Después de participar en el Tour de Omán, se fue a Europa para preparar su participación en el Tour de Francia, corriendo la París-Niza, donde terminó 3.º y la Volta a Cataluña, donde terminó 4.º, por detrás de algunos de sus grandes rivales.
Ya en los últimos meses de preparación, se tuvo que retirar en el Tour de Romandía y terminó 4.º en el Critérium del Dauphiné, codeándose con sus rivales en el Tour. Un mes después llegó la gran cita del año, el Tour de Francia, donde realizó una gran carrera y terminó 5.º. Aunque mostró un nivel superior en la montaña respecto a la mayoría de sus rivales,[cita requerida] por ejemplo en la etapa del Mont Ventoux, una caída en la 2.ª etapa le hizo perder 1'45 min que les lastraron durante toda la carrera.

### 2017: asalto al Tour de Francia y abandono
Como es habitual en otros años, Porte comenzó su temporada en el Tour Down Under, donde después de ganar de nuevo la etapa reina y otra más, ganó la general de la carrera australiana tras dos segundos puestos consecutivos (2015 y 2016). Su segundo objetivo y carrera preparatoria era la París-Niza, donde se enfrentó a varios rivales directos. Unos abanicos en las primeras etapas le hicieron perder 14 minutos, aunque se supo recomponer, ganar la etapa reina en el Col de la Couillole, por delante de Alberto Contador y de Sergio Luis Henao y terminar 11.º en la general.
En la 9.ª etapa del Tour de Francia 2017 se cayó en el descenso del Mont du Chat al no trazar bien una curva y salirse de la calzada para luego chocar contra un muro de roca, siendo arrollado posteriormente Dan Martin cuando intentaba seguir la rueda del líder Chris Froome viéndose obligado a abandonar el Tour.  Fue evacuado en ambulancia y diagnosticado con fractura de la clavícula derecha y de la pelvis. En el momento de comenzar la etapa, marchaba 5.º de la general a 39 segundos del líder.
Esa, sería su última carrera del año obligado por las lesiones.

### 2018: segundo abandono consecutivo en el Tour
En 2018, habiendo ganado la Vuelta a Suiza apenas un mes antes, Porte se vio obligado a abandonar el Tour por segundo año consecutivo tras sufrir una caída en el km 9 de la etapa disputada entre Arrás y Roubaix.

## Palmarés
| 2008 - 1 etapa del Tour de Wellington - Tour de Tasmania, más 2 etapas 2009 - 3.º en el Campeonato de Australia Contrarreloj - 1 etapa del Giro del Friuli Venezia Giulia 2010 - 1 etapa del Tour de Romandía - Clasificación de los jóvenes del Giro de Italia 2011 - 1 etapa de la Vuelta a Castilla y León - 1 etapa de la Vuelta a Dinamarca 2012 - 3.º en el Campeonato de Australia en Ruta - Vuelta al Algarve, más 1 etapa 2013 - París-Niza, más 2 etapas - 1 etapa del Critérium Internacional - 1 etapa de la Vuelta al País Vasco 2014 - 3.º en el Campeonato de Australia en Ruta - 1 etapa del Tour Down Under 2015 - Campeonato de Australia Contrarreloj - 1 etapa del Tour Down Under - 1 etapa de la Vuelta al Algarve - París-Niza, más 2 etapas - Volta a Cataluña - Giro del Trentino, más 1 etapa | 2016 - 2.º en el Campeonato de Australia Contrarreloj - 1 etapa del Tour Down Under 2017 - Tour Down Under, más 2 etapas - 1 etapa de la París-Niza - Tour de Romandía - 1 etapa del Critérium del Dauphiné 2018 - 3.º en el Campeonato de Australia Contrarreloj - 1 etapa del Tour Down Under - Vuelta a Suiza 2019 - 1 etapa del Tour Down Under 2020 - Tour Down Under, más 1 etapa - 3.º en el Tour de Francia - UCI Oceania Tour 2021 - Critérium del Dauphiné - UCI Oceania Tour |

## Resultados

### Grandes Vueltas
| Carrera | Carrera         | 2008 | 2009 | 2010 | 2011 | 2012 | 2013 | 2014 | 2015 | 2016 | 2017 | 2018 | 2019 | 2020 | 2021 | 2022 |
| ------- | --------------- | ---- | ---- | ---- | ---- | ---- | ---- | ---- | ---- | ---- | ---- | ---- | ---- | ---- | ---- | ---- |
|         | Giro de Italia  | —    | —    | 7.º  | 81.º | —    | —    | —    | Ab.  | —    | —    | —    | —    | —    | —    | Ab.  |
|         | Tour de Francia | —    | —    | —    | 72.º | 34.º | 19.º | 23.º | 48.º | 5.º  | Ab.  | Ab.  | 11.º | 3.º  | 38.º | —    |
|         | Vuelta a España | —    | —    | —    | —    | 68.º | —    | —    | —    | —    | —    | 84.º | —    | —    | —    | —    |

### Vueltas menores
| Carrera | Carrera                | 2008 | 2009 | 2010 | 2011  | 2012 | 2013 | 2014 | 2015 | 2016 | 2017 | 2018 | 2019 | 2020 | 2021 | 2022 |
| ------- | ---------------------- | ---- | ---- | ---- | ----- | ---- | ---- | ---- | ---- | ---- | ---- | ---- | ---- | ---- | ---- | ---- |
|         | Tour Down Under        | 9.º  | —    | —    | 33.º  | —    | —    | 4.º  | 2.º  | 2.º  | 1.º  | 2.º  | 2.º  | 1.º  | X    | X    |
|         | París-Niza             | —    | —    | Ab.  | 22.º  | 68.º | 1.º  | —    | 1.º  | 3.º  | 11.º | —    | —    | 41.º | Ab.  | —    |
|         | Tirreno-Adriático      | —    | —    | —    | —     | —    | —    | Ab.  | —    | —    | —    | —    | —    | —    | —    | 4.º  |
|         | Volta a Cataluña       | —    | —    | —    | —     | Ab.  | —    | Ab.  | 1.º  | 4.º  | —    | —    | 38.º | X    | 2.º  | Ab.  |
|         | Vuelta al País Vasco   | —    | —    | —    | 126.º | —    | 2.º  | —    | —    | —    | —    | Ab.  | —    | X    | —    | —    |
|         | Tour de Romandía       | —    | —    | 10.º | 121.º | 4.º  | 8.º  | Ab.  | —    | Ab.  | 1.º  | 3.º  | —    | X    | 2.º  | —    |
|         | Critérium del Dauphiné | —    | —    | —    | —     | 9.º  | 2.º  | 22.º | —    | 4.º  | 2.º  | —    | 11.º | 15.º | 1.º  | —    |
|         | Vuelta a Suiza         | —    | —    | —    | —     | —    | —    | —    | —    | —    | —    | 1.º  | —    | X    | —    | —    |
|         | Eneco Tour             | —    | —    | 4.º  | —     | —    | —    | —    | —    | —    | —    | —    | —    | —    | —    | X    |

### Clásicas, Campeonatos y JJ.OO.
| Carrera                 | Carrera                 | 2008 | 2009          | 2010          | 2011          | 2012 | 2013          | 2014          | 2015          | 2016 | 2017          | 2018          | 2019          | 2020          | 2021 | 2022 |
| ----------------------- | ----------------------- | ---- | ------------- | ------------- | ------------- | ---- | ------------- | ------------- | ------------- | ---- | ------------- | ------------- | ------------- | ------------- | ---- | ---- |
| Flecha Valona           | Flecha Valona           | —    | —             | —             | —             | —    | 132.º         | —             | —             | —    | —             | —             | —             | 8.º           | —    | —    |
|                         | Lieja-Bastoña-Lieja     | —    | —             | —             | —             | —    | Ab.           | Ab.           | —             | 91.º | —             | —             | —             | 16.º          | —    | —    |
| Clásica San Sebastián   | Clásica San Sebastián   | —    | —             | 10.º          | Ab.           | 24.º | Ab.           | —             | —             | 73.º | —             | —             | —             | X             | —    | —    |
| EuroEyes Classics       | EuroEyes Classics       | —    | —             | —             | —             | —    | —             | Ab.           | —             | —    | —             | —             | —             | X             | —    | —    |
| Bretagne Classic        | Bretagne Classic        | —    | —             | —             | —             | —    | —             | Ab.           | —             | —    | —             | —             | —             | —             | —    | —    |
| Gran Premio de Quebec   | Gran Premio de Quebec   | X    | X             | —             | —             | —    | 54.º          | —             | —             | —    | —             | —             | 84.º          | X             | X    | —    |
| Gran Premio de Montreal | Gran Premio de Montreal | X    | X             | —             | —             | —    | Ab.           | —             | —             | —    | —             | —             | Ab.           | X             | X    | —    |
|                         | Giro de Lombardía       | —    | —             | Ab.           | —             | Ab.  | —             | —             | —             | —    | —             | —             | —             | —             | —    | —    |
| JJ. OO. (Ruta)          | JJ. OO. (Ruta)          | —    | No se disputó | No se disputó | No se disputó | —    | No se disputó | No se disputó | No se disputó | Ab.  | No se disputó | No se disputó | No se disputó | No se disputó | 48.º | ND   |
| Mundial en Ruta         | Mundial en Ruta         | —    | —             | —             | —             | Ab.  | Ab.           | —             | —             | —    | —             | —             | —             | 25.º          | —    | —    |
| Mundial Contrarreloj    | Mundial Contrarreloj    | —    | —             | 4.º           | 6.º           | —    | 17.º          | —             | —             | —    | —             | —             | —             | —             | —    | —    |
| Australia en Ruta       | Australia en Ruta       | 4.º  | 24.º          | —             | Ab.           | 3.º  | 34.º          | 3.º           | 22.º          | Ab.  | —             | 14.º          | —             | —             | —    | —    |
| Australia Contrarreloj  | Australia Contrarreloj  | 5.º  | 3.º           | —             | —             | 5.º  | 4.º           | —             | 1.º           | 2.º  | —             | 3.º           | —             | —             | —    | —    |

—: No participa 

Ab.: Abandona 

X: No se disputó

## Equipos
- Praties (2008-2009)[17]
- Saxo Bank (2010-2011)
  - Team Saxo Bank (2010)
  - Saxo Bank-Sungard (2011)
- Sky (2012-2015)
  - Sky Procycling (2012-2013)
  - Team Sky (2014-2015)
- BMC Racing Team (2016-2018)
- Trek-Segafredo (2019-2020)
- INEOS Grenadiers[18] (2021-2022)